# 2009 w informatyce
Kalendarium informatyczne 2009 roku
- 3 stycznia – osoba podająca się za Satoshiego Nakamoto wprowadził kryptowalutę Bitcoin[1].
- 19 marca – Microsoft wydał przeglądarkę internetową Internet Explorer 8[2].
- 27 kwietnia – wydano Android w wersji 1.5[1].
- 17 maja – wydano grę komputerową Minecraft[1].
- 3 czerwca – Microsoft uruchomił wyszukiwarkę internetową Bing[1].
- 25 czerwca – śmierć Michaela Jacksona doprowadziła do czasowej awarii największych stron internetowych[1].
- 7 lipca – Google ogłosiło opracowanie systemu operacyjnego Chrome OS oraz serwisu webmail Gmail[1].
- 19 czerwca – uruchomiono grę komputerową FarmVille[1].
- 29 lipca – Yahoo! i Microsoft ogłosiły dziesięcioletnie partnerstwo. Na mocy umowy Bing zastąpił wyszukiwarkę Yahoo![1].
- 22 października – Microsoft wydał system operacyjny Windows 7[1].
- 29 października – wydano Android w wersji 2.0[1].
- 30 października – zamknięto OdSiebie.com, polski serwis internetowy oferujący hosting plików[3].
- listopad – wydano USB 3.0[1].